# بنجامین کیرشهوف
بنجامین کیرشهوف (انگلیسی: Benjamin Kirchhoff؛ زادهٔ ۱۱ نوامبر ۱۹۹۴) بازیکن فوتبال اهل آلمان است.
از باشگاه‌هایی که در آن بازی کرده‌است می‌توان به باشگاه فوتبال اشتوتگارت اشاره کرد.